# Maxaranguape
Maxaranguape is een gemeente in de Braziliaanse deelstaat Rio Grande do Norte. De gemeente telt 9.371 inwoners (schatting 2009).